# Ха-Юн Чанґ
Ха-Юн Чанґ  (транслітерація, використана в українських публікаціях; правильна вимова Ха-Джун Чанґ, англ. Ha-Joon Chang, нар. 7 жовтня 1963)  — південнокорейський інституційний економіст, спеціалізується на економіці розвитку. Викладач Університету Кембриджа, автор кількох широко обговорюваних політичних книг, зокрема «Kicking Away the Ladder: Development Strategy in Historical Perspective» (2002). Працював консультантом у Світовому банку, Азійському банку розвитку, Європейському інвестиційному банку, а також в «Oxfam» і різних установах Організації Об'єднаних Націй. Науковий співробітник Центру економічних та політичних досліджень у Вашингтоні, округ Колумбія. Окрім того, Чанґ є членом консультативної ради ASAP. 2013 року журнал «Prospect» назвав його одним з 20 кращих мислителів світу.

## Біографія
Після закінчення факультету економіки Сеульського національного університету, Ха-Юн Чанґ навчався в Кембриджському університеті, де здобув ступінь магістра та доктора наук. Захистив дисертацію на тему «Політична економія промислової політики — роздуми про роль державного втручання» у 1991 році. Разом з Робертом Роутхорном працював над розробкою теорії промислової політики, яку він схарактеризував як проміжний шлях між центральним плануванням та необмеженим вільним ринком. Його робота в цій галузі є частиною ширшого підходу до економіки, відомого як інституціональна політична економія, яка ставить економічну історію і соціально-політичні чинники в центр еволюції економічної практики.

### Книги та проблематика
Чанґ є автором низки наукових статей та публікацій, видань, широко застосовних на всіх рівнях політики й економіки. Зокрема, у книзі «Kicking Away the Ladder» він стверджує, що всі великі розвинені країни використовують інтервенціоністську економічну політику, щоб розбагатіти, а потім намагаються завадити іншим країнам робити те ж саме. За свою роботу Чанґ був удостоєний премії імені Василя Леонтьєва (2005), а також відзначений Інститутом глобального розвитку та навколишнього середовища. В наукових колах реакція на книгу була різною. Так, методологію різко розкритикував Ірвінг Дуглас, професор економіки Дартмутського коледжу і, навпаки, високо оцінив професор економічної історії Рочестерського університету Стенлі Енгерман.
У грудні 2008 року виходить друга книга Ха-Юн Чанґа — «Bad Samaritans: The Myth of Free Trade and the Secret History of Capitalism [Архівовано 11 травня 2009 у Wayback Machine.]», де автор говорить про те, що країни, які не розвиваються стрімкими темпами, зазвичай, дотримуються політики вільного ринку. Та наводить докази того, що темпи зростання ВВП в країнах, що розвиваються, можуть значно покращитись, якщо вести жорстку політику приватизації та анти інфляції. Книгу Чанґа високо оцінив лауреат Нобелівської премії Джозеф Стігліц «за свіжу проникливість та ефективне поєднання сучасних та історичних випадків».
Наступна книга Чанґа вийшла 2011 році під назвою «23 Things They Don't Tell You About Capitalism». Робота стосується неоліберального капіталізму. Автор висуває та підтверджує наступні твердження: «збагачення багатих людей не робить нас багатшими», «компанії не повинні працювати в інтересах своїх власників», «пральна машина змінила світ більше, ніж Інтернет».
Для широкої публіки Чанґ видає у 2014 році книгу «Economics: The User's Guide» (укр. «Економіка. Інструкція з використання»), яку було перекладено та опубліковано українським видавництвом «Наш Формат» у 2016 році.

### Особисте життя
Ха-Юн Чанґ є сином колишнього міністра промисловості та ресурсів Чана Джі-Сика, братом історика та філософа науки Хаскока Чанґа та двоюрідним братом видатного економіста, професора Корейського університету Чанґ Ха-Сена. Він живе в Кембриджі з дружиною Хі-Чонг Кім та двома дітьми, Юн та Цзінь-Джу.

## Переклад українською
- Ха-Юн Чанґ. Економіка. Інструкція з використання / пер. Андрій Лапін. — К.: Наш Формат, 2016. — 400 с. — ISBN 978-617-7279-42-5.

## Книжки
- The Political Economy of Industrial Policy (St. Martin's Press; 1994)
- The Transformation of the Communist Economies: Against the Mainstream (Palgrave Macmillan; 1995) ISBN 978-0-33359-709-5
- Financial Liberalization and the Asian Crisis (Palgrave Macmillan; 2001)
- Joseph Stiglitz and the World Bank: The Rebel Within (collection of Stiglitz speeches) (Anthem; 2001) ISBN 978-1-89885-553-8
- Kicking Away the Ladder: Development Strategy in Historical Perspective (Anthem; 2002) ISBN 978-1-84331-027-3
- Globalization, Economic Development, and the Role of the State (essay collection) (Zed Books; 2002) ISBN 978-1-84277-143-3
- Restructuring Korea Inc. (with Jang-Sup Shin) (Routledge; 2003) ISBN 978-0-415-27865-2
- Reclaiming Development: An Alternative Economic Policy Manual (with Ilene Grabel) (Zed; 2004) ISBN 978-1-84277-201-0
- The Politics of Trade and Industrial Policy in Africa: Forced Consensus (edited with Charles Chukwuma Soludo & Osita Ogbu) (Africa World Press; 2004) ISBN 978-1592211654
- Gae-Hyuck Ui Dut (The Reform Trap), Bookie, Seoul, 2004 (collection of essays in Korean)
- Kwe-Do Nan-Ma Hankook-Kyungje (Cutting the Gordian Knot — An Analysis of the Korean Economy) Bookie, Seoul, 2005 (in Korean) (co-author: Seung-il Jeong) ISBN 978-89-85989-83-1
- The East Asian Development Experience: The Miracle, the Crisis and the Future (Zed; 2007) ISBN 978-1-84277-141-9
- Bad Samaritans: The Myth of Free Trade and the Secret History of Capitalism (Bloomsbury; 2008) ISBN 978-1-59691-598-5
- 23 Прихованих факти про капіталізм / пер. Олександр Купріянчук. — К.: Наш Формат, 2018. — 296с. — ISBN 978-617-7552-75-7.
- Ха-Юн Чанґ. Економіка. Інструкція з використання / пер. Андрій Лапін. — К.: Наш Формат, 2016. — 400 с. — ISBN 978-617-7279-42-5.